# Tarnówka (stacja kolejowa)
Tarnówka – nieistniejąca już stacja kolejowa w Tarnówce, w powiecie złotowskim, w województwie wielkopolskim.
| Tarnówka                           |  |                            |
| Linia Wałcz – Złotów (35 km)       |  |                            |
| Kaliska Kraińskieodległość: 4,8 km |  | Węgierce odległość: 3,7 km |